# Выборы в Магаданскую областную думу (2015)
Выборы депутатов Магаданской областной думы шестого созыва состоялись в Магаданской области 13 сентября 2015 года в единый день голосования.
Выборы прошли по смешанной избирательной системе: из 21 депутата 11 были избраны по партийным спискам (пропорциональная система), другие 10 — по одномандатным округам (мажоритарная система). Для попадания в думу по пропорциональной системе партиям необходимо было преодолеть 5%-й барьер.

## Ключевые даты
- 10 июня Магаданская областная дума назначила выборы на 13 сентября 2015 года (единый день голосования).[1]
  - 12 июня постановление о назначении выборов было опубликовано в СМИ.[1]
- 15 июня Избирательная комиссия Магаданской области утвердила календарный план мероприятий по подготовке и проведению выборов.[1]
- с 13 июня по 13 июля — период выдвижения кандидатов и списков.[1]
  - агитационный период начинается со дня выдвижения и заканчивается и прекращается за одни сутки до дня голосования.[1]
- с 29 июня по 29 июля — период представления документов для регистрации кандидатов и списков.[1]
- с 15 августа по 11 сентября — период агитации в СМИ.[1]
- 12 сентября — день тишины.[1]
- 13 сентября — день голосования.

## Участники
5 политических партий получили право быть допущенными к выборам без сбора подписей избирателей:
- Единая Россия
- Коммунистическая партия Российской Федерации
- ЛДПР — Либерально-демократическая партия России
- Справедливая Россия
- Яблоко

### Выборы по партийным спискам
По единому округу партии выдвигали списки кандидатов. Для регистрации выдвигаемого списка партиям требовалось собрать 0,5 % подписей от числа избирателей.
| 1 | Единая Россия                                                    | Владимир Печёный • Сергей Абрамов • Оксана Бондарь      | 10 | 32 | зарегистрирован                                                        |
| 2 | ЛДПР — Либерально-демократическая партия России                  | Владимир Жириновский                                    | 9  | 14 | зарегистрирован                                                        |
| 3 | Патриоты России                                                  | Гаптрашид Гизатуллин • Игорь Мереулов • Виктор Климов   | 10 | 24 | зарегистрирован                                                        |
| 4 | Справедливая Россия                                              | Сергей Миронов • Игорь Новиков • Александр Шаферов      | 10 | 29 | зарегистрирован                                                        |
| 5 | Коммунистическая партия социальной справедливости                | Евгений Сочнев • Михаил Федулов • Татьяна Хильчук       | 9  | 10 | зарегистрирован                                                        |
| 6 | Коммунистическая партия Российской Федерации                     | Сергей Иваницкий • Александр Шишкин • Андрей Сотниченко | 10 | 25 | зарегистрирован                                                        |
| — | Народ против коррупции                                           | Ирик Фасахов • Михаил Шевкунов • Илья Островский        | 10 | 27 | отказано в регистрации (выявлено более 10 % недействительных подписей) |
| — | Республиканская партия России — Партия народной свободы          | Георгий Албуров • Вадим Сыромятников • Зоя Леухина      | 10 | 24 | отказано в регистрации (выявлено более 10 % недействительных подписей) |
| — | Российская партия пенсионеров за справедливость                  | Пётр Голубовский • Пётр Бондаренко                      | 10 | 12 | отказано в регистрации (выявлено более 10 % недействительных подписей) |
| — | Гражданская инициатива                                           | Андрей Прохоров • Дмитрий Мартыненко                    | 10 | 18 | отказано в регистрации (выявлено более 10 % недействительных подписей) |
| — | Национальной безопасности России                                 | Сергей Осипянц • Александр Орлов • Вячеслав Бельмас     | 10 | 15 | отказано в регистрации (исключено более 50 % кандидатов)               |
| — | Добрых дел, защиты детей, женщин, свободы, природы и пенсионеров | Денис Розенко • Андрей Кириллов • Роман Солодухин       | 8  | 20 | отказано в регистрации (выявлено более 10 % недействительных подписей) |
| — | Коммунистическая партия Коммунисты России                        | Юрий Давыденко • Максим Сурайкин • Эдуард Маршанкулов   | 10 | 33 | отказано в регистрации (выявлено более 10 % недействительных подписей) |
| — | Родина                                                           | Игорь Кузьмин • Юлия Матвеева • Анна Рябова             | 10 | 23 | отказано в регистрации (выявлено более 10 % недействительных подписей) |
| — | Народный альянс                                                  | Вадим Петриенко • Дмитрий Исаев • Виктор Попков         | 10 | 13 | отказано в регистрации (выявлено более 10 % недействительных подписей) |
| — | Демократическая партия России                                    | Тимур Богданов • Валерий Никитин • Денис Дёмин          | 10 | 13 | отказано в регистрации (выявлено более 10 % недействительных подписей) |
| — | Партия за справедливость!                                        | Владимир Пономаренко                                    | 6  | 7  | отказано в регистрации (выявлено более 10 % недействительных подписей) |
| *Региональная группа соответствует одному одномандатному округу и должна включать от 1 до 3 кандидатов. Региональных групп должно быть от 6 до 10. |                                                                  |                                                         |    |    |                                                                        |
| **Без учёта выбывших кандидатов. Общее число кандидатов должно быть не более 33 человек.                                                           |                                                                  |                                                         |    |    |                                                                        |

### Выборы по округам
По 10 одномандатным округам кандидаты выдвигались как партиями, так и путём самовыдвижения. Кандидатам требовалось собрать 3 % подписей от числа избирателей соответствующего одномандатного округа.
| Партия | Партия                                                           | Кандидатов | Кандидатов       |
| Партия | Партия                                                           | Выдвинуто  | Зарегистрировано |
| ------ | ---------------------------------------------------------------- | ---------- | ---------------- |
|        | Добрых дел, защиты детей, женщин, свободы, природы и пенсионеров | 1          | 0                |
|        | Единая Россия                                                    | 10         | 10               |
|        | Коммунистическая партия Коммунисты России                        | 1          | 0                |
|        | Коммунистическая партия Российской Федерации                     | 9          | 8                |
|        | ЛДПР                                                             | 9          | 8                |
|        | Справедливая Россия                                              | 9          | 9                |
|        | Самовыдвижение                                                   | 5          | 4                |
| Всего  | Всего                                                            | 44         | 39               |

## Результаты
| Партия                     | Партия                     | по единому округу | по единому округу | по единому округу | по одно- мандатным округам | всего         | всего   |
| Партия                     | Партия                     | Голоса            | %                 | Получено мест     | Получено мест              | Получено мест | %       |
| -------------------------- | -------------------------- | ----------------- | ----------------- | ----------------- | -------------------------- | ------------- | ------- |
|                            | «Единая Россия»            | 20 943            | 57,71 %           | 7                 | 10                         | 17            | 80,95 % |
|                            | «Справедливая Россия»      | 4912              | 13,54 %           | 2                 | 0                          | 2             | 9,52 %  |
|                            | КПРФ                       | 4151              | 11,44 %           | 1                 | 0                          | 1             | 4,76 %  |
|                            | ЛДПР                       | 3612              | 9,95 %            | 1                 | 0                          | 1             | 4,76 %  |
|                            |                            |                   |                   |                   |                            |               |         |
|                            | «Патриоты России»          | 723               | 1,99 %            | 0                 |                            | 0             | 0 %     |
|                            | КПСС                       | 602               | 1,66 %            | 0                 | 0                          | 0 %           |         |
|                            | Самовыдвижение             |                   |                   |                   | 0                          | 0             | 0 %     |
| Действительные бюллетени   | Действительные бюллетени   | 34 943            | 96,29 %           | —                 | —                          | —             | —       |
| Недействительные бюллетени | Недействительные бюллетени | 1347              | 3,71 %            | —                 | —                          | —             | —       |
| Всего                      | Всего                      | 36 290            | 100 %             | 11                | 10                         | 21            | 100 %   |
|                            |                            |                   |                   |                   |                            |               |         |
| Явка                       | Явка                       | 36 290            | 33,56 %           |                   |                            |               |         |
| Общее число избирателей    | Общее число избирателей    | 108 139           | 100 %             |                   |                            |               |         |